# 中國花鼓
《中國花鼓》（法語：Tambourin Chinois, Op. 3）是作曲家弗里茨·克莱斯勒為小提琴與鋼琴譜寫的作品。這是他最著名的作品之一，僅次於《古維也納舞曲》和《前奏曲及快板》。

## 構成
這首曲子的靈感來自克莱斯勒在舊金山訪問時聽到的中國傳統音樂演奏。因此，這首曲子深受五聲音階的啟發，不過克莱斯勒說他並沒有從訪問中汲取任何主題訊息。